# Rosa Beltrán
Rosa Beltrán (Ciudad de México, 15 de marzo de 1960) es escritora y catedrática. Fue elegida como miembro de número de la Academia Mexicana de la Lengua el 12 de junio de 2014 y dio lectura a su discurso de ingreso a dicha corporación el 28 de enero de 2016 con un discurso sobre la vigencia de la novela Cartucho, un clásico de la literatura mexicana relacionada con la situación actual del país.
Beltrán es autora de las novelas La corte de los ilusos (Premio Planeta 1995), El paraíso que fuimos, (2002) y Alta infidelidad (2006), así como de los volúmenes de cuentos Optimistas (2006), Amores que matan (1996) y La espera (1986). Una versión ampliada de sus cuentos Amores que matan apareció en 2005. En 1994 recibió un reconocimiento de la American Association of University Women por sus ensayos sobre escritoras del siglo XX. Su obra ha sido traducida al inglés, italiano, francés, alemán, holandés y esloveno, y sus cuentos aparecen en antologías publicadas en España, Italia, Holanda, Canadá, Estados Unidos y México. Desde 2022, se desempeña como coordinadora de Difusión Cultural UNAM (CulturaUNAM). 

## Biografía
Cursó la licenciatura de literatura hispánica en la Universidad Nacional Autónoma de México (UNAM) y un doctorado en literatura comparada en la Universidad de California en Los Ángeles (UCLA).
Ha sido profesora en la UCLA, Universidad Hebrea de Jerusalén, Universidad de Ramon Llull de Barcelona, Universidad de Colorado, y actualmente en el posgrado en Literatura Comparada en la Universidad Nacional Autónoma de México (UNAM).
Fue subdirectora de La Jornada Semanal y miembro del Sistema Nacional de Creadores. Es Directora de Literatura de la Coordinación de Difusión Cultural de la UNAM y colabora quincenalmente en el suplemento cultural Laberinto del diario Milenio. El 12 de junio de 2014 fue elegida por la Academia Mexicana de la Lengua como miembro de número para ocupar la silla XXXVI.
En enero de 2016 dedicó su discurso de ingreso a la Academia a hablar de la vigencia de Cartucho, a reivindicar la calidad literaria y aportes inteligentes de su autora Nellie Campobello, a reconocer que esa novela es un clásico de la literatura mexicana y que es una obra que le dice mucho al México actual.
Actualmente es Coordinadora de Difusión Cultural UNAM (CulturaUNAM), el proyecto cultural universitario más importante de México y América Latina.

## Obras

### Novela
- La corte de los ilusos (Planeta/Joaquín Mortiz, 1995).[13]
- El paraíso que fuimos (Seix Barral, Barcelona, 2002).
- Alta infidelidad (Alfaguara, 2006).
- Efectos secundarios (Mondadori, 2011)[14]
- El cuerpo expuesto (Alfaguara, 2013).
- Radicales libres

### Cuento
- La espera (SEP/CREA, Jóvenes Valores de la Literatura, 1986).
- Amores que matan (Joaquín Mortiz, 1997; Seix Barral, 2008).
- Optimistas (Conaculta/Aldus, La Centena, Narrativa, 2006).

### Ensayo
- Sentido y verdad en la cultura literaria posmoderna (UAM, 2010).
- América sin americanismos. El lugar del estilo en la época (UNAM, 1997).

## Poética

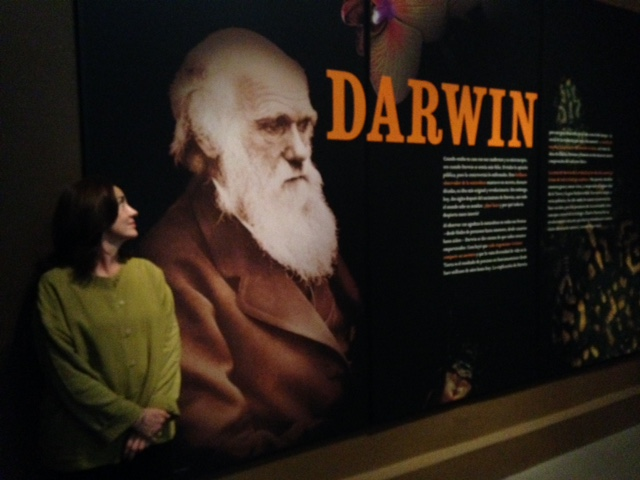
Rosa Beltrán

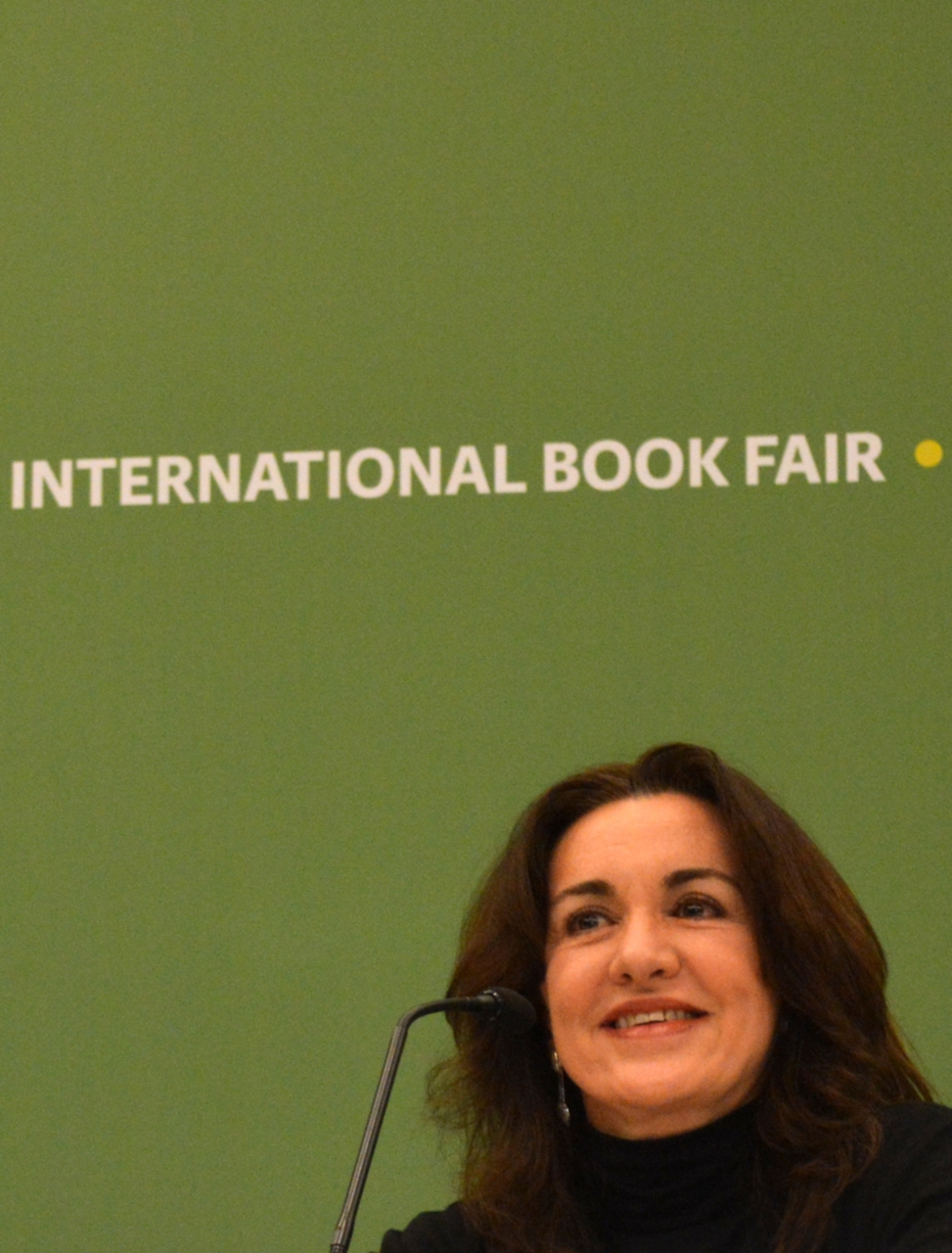
Rosa Beltrán durante la presentación de "El cuerpo expuesto" en la Feria Internacional del Libro de Guadalajara (2014)

¿Por qué sufrimos tanto? A veces me lo pregunto. Y encuentro la respuesta en una obra a la que suelo acudir. Para la Odisea, el fin de las penalidades humanas es convertirse en libro. Es un pensamiento consolador, aunque falso. Sobre todo, para quienes no escriben. Que son la mayoría. ¿Cuál es el sentido de sus penas, además de estar condenados a llevarlas a cuestas? Para desahogarlas un poco, yo escribo. Aunque no estoy segura de que sea por esa razón. Simplemente lo hago. Tengo un ritual. Tengo muchos, en realidad. Pensar que la ceremonia que precede al acto de escribir sea un hecho dilatorio es injusto. Que sea un acto maniaco en cambio lo acepto. Estoy llena de manías. Esa es mi mayor penalidad. Mejor dicho: es mi esencia. Mis manías soy yo. Mi escritura en cambio pertenece al azar. Y a leyes insospechadas: a otros. En la era de las identidades mutables, mis manías se ven obligadas a transmutar. Y a permanecer ocultas, habitando esa vida paralela que no muestro. Gracias a ellas, puedo ser una persona convencional. Una mujer de tantas, diríamos. Toda mi excentricidad se la dejo a ese acto propiciatorio que es muchos preámbulos, todos distintos y tendientes a un fin común. Ahí es donde se realiza lo que soy o lo que querría ser o lo que a veces me veo obligada a ser, aunque no quiera. No es algo que pueda definir de una vez. Porque cambia, como un virus mutante, todo el tiempo. Pongo un ejemplo. Aunque ¿tiene algún sentido ponerlo? La sola muestra no es más que una ilustración momentánea: ya he dicho que la esencia del ritual es ser impredecible y cambiante, aunque sin él no haya posibilidad de poner negro sobre blanco. Algo hay que aclarar, eso sí. El ceremonial determina la obra. Me gustaría que no fuera así pero no hay mucho que se pueda hacer. Por algo una manía es una manía. Sin contar, desde luego, la de echar un vistazo en las manías de otros. Que según he podido constatar, son de tres tipos. Las mías, que dependen del momento en que esté, se sitúan en algún anaquel de esa tríada. En primer lugar está el mundo de los demasiado limpios. Thomas Mann en su estudio se enjuaga las manos en agua de violetas, continuamente. Borges medita en la bañera para decidir si lo que ha soñado le servirá o no para una historia o un poema. En ambos autores se ve reflejado este “higienismo”. Impecable, intachable, son adjetivos que la crítica suele usar cuando los cita. Segundo: los rituales opuestos, de lo bajo y lo sucio. Cioran en un cuarto por días enteros, aislado de la humanidad y del sueño o Clarice Lispector rodeada de gatos en medio de un caos doméstico. Tercero: los actos absurdos como escribir sólo de pie y sólo con lápices del dos afilados por uno mismo; hacerlo sólo después de desayunar filete en salsa Wellington ¡a media noche! (como observó Ibargüengoitia de alguien más); pretextar un viaje para escribir sólo en un avión, etcétera. A este rubro pertenecen, a mi juicio, quienes escriben “sólo de mañana” o “sólo tres horas diarias” o “sólo después de dar un paseo, por la colonia Escandón, de noche”. De más está decir que me gustaría escribir El Aleph, La montaña mágica, Álbum de familia, Metamorfosis o Madame Bovary. Nótese que dije “me gustaría escribir” y no “me gustaría haber escrito”. Porque albergo la esperanza de hacerlo, por eso me aplico. Sé que estoy a tiempo de escribir la próxima obra de Homero, de Cioran, de Carson Mc Cullers. No ignoro que el hecho de ponerme albornoz, enjuagarme con agua de violetas o escribir junto al gato no me garantiza llevar a cabo mi propósito. Es decir, sé que haber rastreado el ritual no implica que pueda imitarlo siquiera. Las manías son propias, son impredecibles y lo más importante: son secretas.

## Premios y distinciones
- Beca del Fondo Nacional para la Cultura y las Artes en 1991.
- Beca del Centro Mexicano de Escritores en 1993.
- Beca Fulbright en 1993.
- Premio Planeta-Joaquín Mortiz de Novela, por su obra La corte de los ilusos, en 1995.[16]
- Premio Jóvenes Académicos de la UNAM en el área de creación en 1997.[17]
- Premio Florence Fishbaum por su ensayo América sin amercanismos, en 1997.[18]
- Reconocimiento Sor Juana Inés de la Cruz otorgado por la Universidad Nacional Autónoma de México en 2011.[19]